# 李冠緯
李冠緯（1983年10月31日—），為台灣的棒球選手之一，曾效力於中華職棒米迪亞暴龍，守備位置為捕手。

## 經歷
- 台北市大理國中青少棒隊
- 台北市強恕中學青棒隊
- 大漢技術學院棒球隊
- 中華職棒中信二軍借將（2007年）
- 米迪亞暴龍隊（2008年）
- 桃園航空城棒球隊（2009年）

## 職棒生涯成績
| 年度   | 球隊       | 出賽 | 打數 | 安打 | 全壘打 | 打點 | 盜壘 | 四死球 | 三振 | 壘打數 | 雙殺打 | 打擊率 |
| ------ | ---------- | ---- | ---- | ---- | ------ | ---- | ---- | ------ | ---- | ------ | ------ | ------ |
| 2008年 | 米迪亞暴龍 | 1    | 3    | 0    | 0      | 0    | 0    | 0      | 2    | 0      | 0      | 0.000  |
| 合計   | 1年        | 1    | 3    | 0    | 0      | 0    | 0    | 0      | 2    | 0      | 0      | 0.000  |

## 特殊事蹟
- 2008年4月4日，對戰中信鯨隊，為職棒一軍初登場（亦為唯一一場出賽）；擔任先發捕手，成為第一位強恕中學出身的職棒捕手。
- 2009年9月17日於第一屆全國社會甲組棒球城市對抗賽，對戰台灣電力棒球隊，成為桃園航空城棒球隊隊史首位先發捕手及第八棒打者。

## 軼事
- 2008年4月4日，因球場記分板記錄錯誤，導致原本李冠緯為該場比賽第5局時的首位打者，因而被下一棒的鄧蒔陽「搶先」上場打擊，經紀錄組確認為記分板資訊有誤，但該打席鄧蒔陽已經打了一顆好球，因此李冠緯必須從一好球的情況下開始打起[1]。

## 外部連結
- 李冠緯在台灣棒球維基館上的頁面（繁體中文）
- 球員資訊和成績在中華職棒官網（中文）